# Bugz
Bugz, egentligen Karnail Paul Pitts, född 5 januari 1977, död 21 maj 1999 i Detroit, var musiker och medlem i hiphopbandet D12. Han mördades år 1999.

## Fotnoter
1. 1 2 3  läs online, www.rollingstone.com  .[källa från Wikidata]